# يان موير (كاتبة العمود)
يان موير (بالإنجليزية: Jan Moir)‏ هي كاتبة العمود بريطانية، ولدت في 1 أغسطس 1958.